# Grand Prix de Tennis de Lyon 1988
Il Grand Prix de Tennis de Lyon 1988 è stato un torneo di tennis giocato sul cemento indoor. Si è giocato al Palais des Sports de Gerland di Lione in Francia. È stata la 2ª edizione del torneo, che fa parte del Nabisco Grand Prix 1988. Il torneo si è giocato dall'8 al 15 febbraio 1988.

## Campioni

### Singolare maschile
Yahiya Doumbia ha battuto in finale  Todd Nelson con il punteggio di 6–4 3–6 6–3

### Doppio maschile
Brad Drewett /  Broderick Dyke hanno battuto in finale  Michael Mortensen /  Blaine Willenborg con il punteggio di 3–6, 6–3, 6–4